# Bergen, Niedersachsen
Bergen är en stad i Landkreis Celle i det tyska förbundslandet Niedersachsen. Bergen, som för första gången omnämns i ett dokument från år 1197, har cirka 14 000 invånare.
I närheten av Bergen fanns under andra världskriget koncentrationslägret Bergen-Belsen.

## Indelning
Bergen består av tretton delområden: Becklingen, Belsen, Bergen, Bleckmar, Diesten, Dohnsen (med Ortsteil Wohlde), Eversen, Hagen, Hassel, Nindorf, Offen, Sülze och Wardböhmen.